# Гість з Мекки
«Гість з Мекки» (інша назва Дорога вогню) — український радянський втрачений художній фільм-драма 1930 року, знятий режисером Георгієм Тасіним на студії ВУФКУ (Одеса).

## Історія
Прем'єра відбулась 17.06.1928 в Києві та 26.12.1928 в Москві.

### У ролях
- Хайрі Емір-заде — Фаїз Мамед
- Микола Надемський — Шах-Каммон, сліпий старець
- Карл Томський — Арбо-Бектр, благочестивий старець
- Володимир Цоппі — Лу-Саїб, святий гість з Мекки
- Микола Бєляєв — генерал Варрен
- Борис Карлаш-Вербицький — Фатех, інженер
- Гавриїл Маринчак — Джабар, наглядач
- Микола Кучинський — полковник Блесман
- Б. Шелестов-Заузе — офіцер
- Григорій Єфремов — «людина-ніж»
- Каміл Ярматов — епізод
- М. Мікаберідзе — Ріксі, дівчина-бандитка
- С. Курбатов — епізод

### Знімальна група
- Режисер — Георгій Тасін
- Сценаристи — В. Вальдо, Станіслав Уейтінг-Радзинський
- Оператор — Михайло Бєльський
- Художники — Йосип Шпінель, Петро Бейтнер.[1]

## Сюжет
Дія відбувається на початку 30-х років у вигаданій азійській державі Гюлістані. Будуванню залізничних шляхів у країні заважає сильна іноземна держава. Під виглядом «святого з Мекки» до Гюлістану засилається провокатор. Виконуючи волю своїх хазяїв, він підбурює народ до ворожнечі проти всіляких прогресивних діянь у країні, готує повстання з метою викликати іноземне втручання. Та гюлістанці викривають «святого»…